# Llista de Creus de Sant Jordi/2007/Persones

#### Persones
Informació actualitzada per un bot. Els canvis manuals es perdran quan s'actualitzi!
| Persona                           | Wikidata  | Descripció                                                     | Ocupació | Imatge |
| --------------------------------- | --------- | -------------------------------------------------------------- | --- | ------ |
| Francesc Xavier Ciuraneta i Aymí  | Q282937   | bisbe català                                                   | sacerdot catòlic |        |
| Jordi Solé i Tura                 | Q527326   | advocat, polític i professor universitari català               | polític escriptor professor d'universitat advocat jurista traductor                                                                              |        |
| Ventura Pons i Sala               | Q2399329  | director de cinema català                                      | director de cinema guionista director de teatre productor de cinema                                                                              |        |
| Carles Duarte i Montserrat        | Q3658886  | escriptor, lingüista i poeta català                            | poeta lingüista traductor escriptor polític |        |
| José Manuel Lara Bosch            | Q6475044  | empresari                                                      | empresari editor |        |
| Jorge Wagensberg Lubinski         | Q11040305 | escriptor i divulgador científic català                        | escriptor professor d'universitat físic |        |
| Xavier Vinader i Sánchez          | Q11705391 | periodista català                                              | periodista escriptor |        |
| Àngel Casas i Mas                 | Q11705514 | periodista, director de televisió i escriptor català           | periodista escriptor presentador de televisió crític musical guionista de televisió guionista de cinema director de televisió actor de televisió |        |
| August Gil Matamala               | Q11907213 | advocat català                                                 | advocat activista pels drets humans |        |
| Maria Rosa Virós i Galtier        | Q11935478 | jurista i catedràtica catalana                                 | jurista advocat professor d'universitat |        |
| Rosa Maria Estrany Llorens        | Q11946284 |                                                                | assistent social |        |
| Rosa Novell i Clausells           | Q11946288 | actriu i directora escènica catalana                           | actor director de teatre escenògraf |        |
| Teresa Duran i Armengol           | Q11951588 | pedagoga, escriptora i il·lustradora catalana                  | escriptor locutor de ràdio escriptor de literatura infantil                                                                                      |        |
| Núria Pompeia Vilaplana i Boixons | Q12264965 | dibuixant, humorista gràfica, periodista i escriptora catalana | periodista escriptor crític literari dibuixant novel·lista                                                                                       |        |
| Maria Antònia Oliver i Cabrer     | Q13457151 | escriptora i traductora mallorquina                            | escriptor traductor crític literari escriptor de ciència-ficció escriptor de literatura infantil guionista novel·lista                           |        |
| Victòria Sau i Sánchez            | Q15899334 | escriptora, psicòloga i activista política feminista catalana  | escriptor psicòleg catedràtic escriptor de literatura infantil novel·lista                                                                       |        |
| Eduard Bajet i Royo               | Q16173632 |                                                                | jurista advocat professor d'universitat escriptor magistrat                                                                                      |        |
| Sara Maria Blasi i Gutiérrez      | Q16178246 | pedagoga i política catalana                                   | pedagog polític |        |
| Ricard Torrents i Bertrana        | Q16946130 | assagista, traductor i crític literari català                  | escriptor |        |
| Josep Lluís Fernández i Padró     | Q19300440 | sacerdot i bomber català                                       | bomber sacerdot |        |